# Rourea

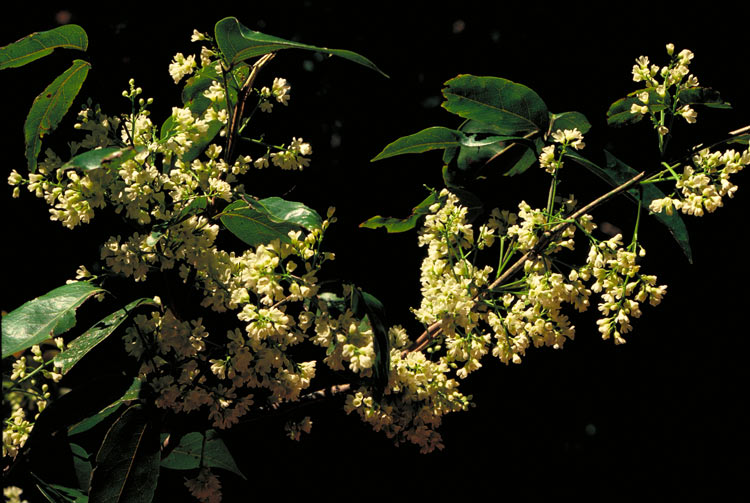
Rourea brachyandra

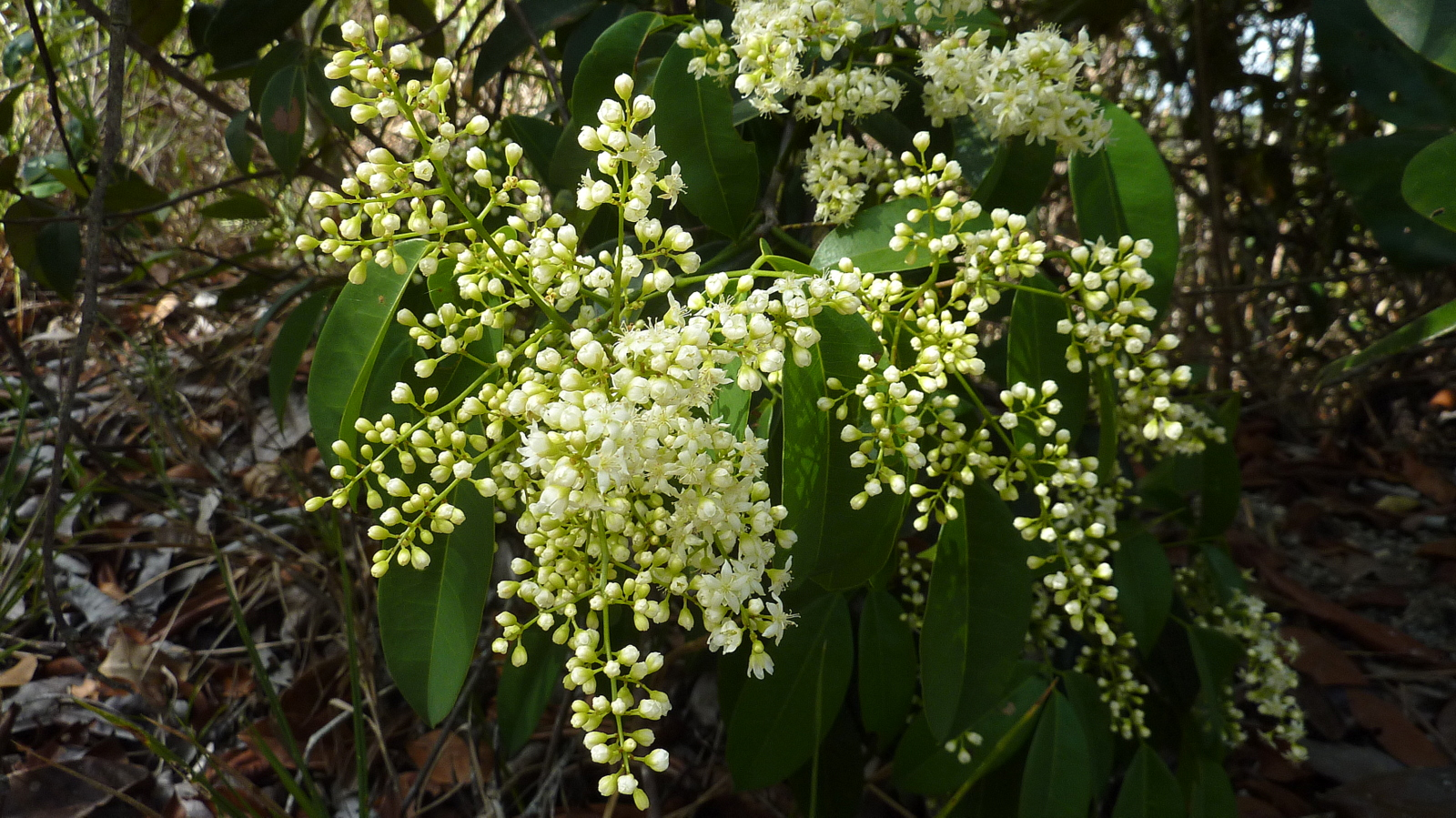
Rourea doniana

Rourea – rodzaj roślin z rodziny bobniowatych (Connaraceae). Obejmuje 82 gatunki. Występują one na wszystkich kontynentach w strefie międzyzwrotnikowej, przy czym najbardziej zróżnicowane są w Afryce, na kontynentach amerykańskich i w Oceanii. Niektóre gatunki mają trujące nasiona, niektóre są wykorzystywane jako rośliny lecznicze. Rourea induta wykorzystywany jest do przerywania ciąży. Liście Rourea mimosoides wykonują ruchy senne.

## Morfologia
PokrójW większości liany, rzadziej krzewy i drzewa.
LiścieSkrętoległe, ogonkowe, bez przylistków, nieparzysto pierzasto złożone, rzadko jednolistkowe.
KwiatyObupłciowe, drobne, zebrane w wiechowate kwiatostany, wyrastające w kątach liści w szczytowej części pędu. Przysadki lancetowate o postrzępionych brzegach. Działki kielicha w liczbie 5, owłosione lub nagie, trwałe i powiększające się podczas owocowania. Płatki korony w liczbie 5, dłuższe od działek i nagie. Pręcików jest zwykle 10, przemiennie są dłuższe i krótsze, u nasady są zrośnięte. Owocolistków jest 5, ale tylko jeden z nich dojrzewa, zalążnia jest owłosiona lub naga, zawiera dwa zalążki, szyjka słupka jest cienka, zwieńczona główkowatym, czasem nieco rozwidlonym znamieniem.
OwoceSiedzące, nagie mieszki, gładkie lub kreskowane, zwykle osadzone w trwałym, dzwonkowatym kielichu. Nasiono pojedyncze, spłaszczone, z nagą, lśniącą łupiną nasienną i mięsistą osnówką.

## Systematyka
Rodzaj roślin z rodziny bobniowatych (Connaraceae) z rzędu szczawikowców (Oxalidales).
Wykaz gatunków
- Rourea accrescens Forero
- Rourea acutipetala Miq.
- Rourea adenophora S.F.Blake
- Rourea amazonica (Baker) Radlk.
- Rourea antioquensis Cuatrec.
- Rourea araguaensis Forero
- Rourea aspleniifolia (G.Schellenb.) Jongkind
- Rourea bahiensis Forero
- Rourea balansana Baill.
- Rourea barbata C.Toledo
- Rourea blanchetiana (Progel) Kuhlm.
- Rourea brachyandra F.Muell.
- Rourea breviracemosa Gamble
- Rourea calophylla (Gilg ex G.Schellenb.) Jongkind
- Rourea calophylloides (G.Schellenb.) Jongkind
- Rourea camptoneura Radlk.
- Rourea cassioides Hiern
- Rourea caudata Planch.
- Rourea chrysomalla Glaz. & G.Schellenb.
- Rourea cnestidifolia G.Schellenb.
- Rourea coccinea (Schumach. & Thonn.) Benth.
- Rourea confundens (Leenh.) Jongkind
- Rourea cuspidata Benth. ex Baker
- Rourea discolor Baker
- Rourea doniana Baker
- Rourea duckei Huber
- Rourea emarginata (Jack) Jongkind
- Rourea erythrocalyx (Gilg ex G.Schellenb.) Jongkind
- Rourea fluminensis (Gardner) Jongkind
- Rourea foreroi Aymard & P.E.Berry
- Rourea frutescens Aubl.
- Rourea fulgens Planch.
- Rourea gardneriana Planch.
- Rourea glabra Kunth
- Rourea glazioui G.Schellenb.
- Rourea gracilis G.Schellenb.
- Rourea grosourdyana Baill.
- Rourea harmandiana Pierre
- Rourea induta Planch.
- Rourea kappleri Lanj.
- Rourea krukovii Steyerm.
- Rourea latifoliolata Standl. & L.O.Williams
- Rourea laurifolia G.Schellenb.
- Rourea ligulata Baker
- Rourea luizalbertoi Forero, L.A.Vidal & Carbonó
- Rourea macrocalyx Carbonó, Forero & L.A.Vidal
- Rourea martiana Baker
- Rourea microphylla (Hook. & Arn.) Planch.
- Rourea mimosoides (Vahl) Planch.
- Rourea minor (Gaertn.) Merr.
- Rourea myriantha Baill.
- Rourea neglecta G.Schellenb.
- Rourea obliquifoliolata Gilg
- Rourea oligophlebia Merr.
- Rourea omissa Forero
- Rourea orientalis Baill.
- Rourea ovalis (G.Schellenb.) Leenh.
- Rourea paraensis Forero
- Rourea parviflora Gilg
- Rourea pinnata (Merr.) Veldkamp
- Rourea pittieri S.F.Blake
- Rourea prainiana Talbot
- Rourea prancei Forero
- Rourea prostrata C.Toledo
- Rourea psammophila Forero
- Rourea pseudogardneriana Forero, Carbonó & L.A.Vidal
- Rourea pseudospadicea G.Schellenb.
- Rourea puberula Baker
- Rourea pubescens (DC.) Radlk.
- Rourea radlkoferiana K.Schum.
- Rourea revoluta Planch.
- Rourea rugosa Planch.
- Rourea schippii Standl.
- Rourea solanderi Baker
- Rourea sprucei G.Schellenb.
- Rourea stenopetala (Griff.) Hook.f.
- Rourea suerrensis Donn.Sm.
- Rourea surinamensis Miq.
- Rourea tenuis G.Schellenb.
- Rourea thomsonii (Baker) Jongkind
- Rourea thonneri De Wild.
- Rourea vulcanicola Forero